# Palio Marinaro dell'Argentario
Il Palio Marinaro dell'Argentario, si disputa ogni 15 agosto a Porto Santo Stefano,  capoluogo di Monte Argentario.
Consiste in una regata remiera, tra le più lunghe al mondo, che mette in competizione i quattro rioni del paese, Croce, Fortezza, Pilarella e Valle. I singoli equipaggi sono composti da un timoniere più quattro vogatori, i quali devono percorrere dieci volte la distanza di quattrocento metri compresa tra due boe (chiamati gavitelli) per un totale di quattromila metri, effettuando cinque virate al largo e quattro a terra. Si svolge con quattro battelli chiamati, nel vernacolo santostefanese, guzzi (gozzo classico), ogni battello ha il nome di un vento: Maestrale, Grecale, Libeccio e Scirocco.

## La leggenda
Come ogni tradizione che si rispetti, anche il Palio Marinaro trae origine da numerose leggende. Tra le più ricordate vi è la fuga di un tartarone, con a bordo un equipaggio di pescatori locali, che scappava da una nave di pirati saraceni che intorno al 1600 infestavano le acque dell'Argentario. Dopo un lungo inseguimento, questi si rifugiarono nella grotta di punta Cacciarella, che da allora si chiamò grotta del Turco. L'inseguimento e la fuga delle due imbarcazioni a remi, furono rievocati a ferragosto per molti anni, con una gara tra due gozzi.

## Storia

Documento storico di proclamazione del vincitore della seconda edizione del 1938.

È verosimile che le origini del palio risalgano al tempo dello Stato dei Presidi, di cui l'Argentario faceva parte, tra gli anni 1664 e 1667. Sebastiano Lambardi, nelle sue Memorie del Monte Argentario racconta che, nel 1701, in occasione della visita del re Filippo V di Spagna, furono organizzate corse di barche, ma le realtà storiche riportano la sua probabile istituzione intorno al 1842, quando il granduca Leopoldo II di Toscana decretò la nascita di Monte Argentario, che fino ad allora era unito ad Orbetello. In principio si correvano semplici gare remiere, nel 1886 una di queste venne inserita nel programma dei festeggiamenti patronali con la dicitura:  regata di gozzi a quattro remi e timoniere, primo premio L.40 e bandiere di seta, secondo L.10. Nell'Agosto del 1937 fu redatta la prima regolamentazione della manifestazione, quando il Comune di Monte Argentario ne assunse l'organizzazione, dettando norme e regole di quello che fu chiamato Palio Marinaro dell'Argentario.

Le gemelle Kessler alla premiazione del Palio Marinaro nel 1966.

A quell'epoca, la sfida si correva su un percorso di tremila metri in linea, senza virate. Le imbarcazioni, venivano rimorchiate verso il largo da un peschereccio che ospitava la giuria ed effettuavano il percorso verso terra. Nella seconda edizione del 1938 invece dei gozzi classici, vennero utilizzate delle lance (con poppa quadra) con i nomi: Ida, Gioietta, Ada, Alga. Tale variazione terminò lo stesso anno. La manifestazione riprese nel 1945, alla fine della seconda guerra mondiale, dopo i devastanti bombardamenti che rasero al suolo Porto Santo Stefano. I quattromila metri complessivi, si disputarono in due corsie di duemila metri, da terra verso il largo, con arrivo a terra dopo un unico giro di boa. Nel 1949, i rioni si affrontarono a coppie in due batterie distinte, con sfida finale, perché i quattro battelli non avevano le stesse caratteristiche, inconveniente risolto nell'edizione del 1950, quando il comune ordinò la costruzione di quattro gozzi identici, che furono sostituiti nel 1976 da nuovi battelli in quercia e abete, leggermente più grandi dal peso di 600/700 Kg.

Assalto dei tifosi al battello vincitore nell'edizione del 1993.

Nel 1954, come manifestazione di contorno al Palio, fu istituito il Torneo del Saracino, giostra acquatica ad eliminazione tra due imbarcazioni a remi, ricordato ancora come molto interessante e di grande contenuto spettacolare, che veniva preceduto da una sfilata in costume. Il cerimoniale del Palio prevedeva rappresentazioni storiche accompagnate da carri allegorici, spiritosi e ben elaborati.
Nel 1958, furono stabilite nuove regole, il percorso fu modificato: i quattromila metri furono divisi in dieci corsie da quattrocento metri con cinque virate al largo e quattro a terra, per evidenziare l'abilità dei timonieri, regole che sono rimaste inalterate nell'odierno statuto.
Nel 1990, la manifestazione si arricchì di un prezioso elemento: il corteo storico. Nella sfilata che precede la gara, viene rievocato il periodo della dominazione spagnola, attraverso un sontuoso ed elegante corteo con figuranti in abiti di corte del XVII secolo, che aprono la strada al corteo dei rioni, che sfilano seguendo l'ordine di arrivo dell'anno precedente, con buffi travestimenti e pitturazioni con i colori rionali sul corpo seminudo. Tutto ciò, pare una rivisitazione estiva dell'antico carnevale delle sciornie di Porto Santo Stefano.

I reali d'Olanda assistono al palio del 1963 sul motoscafo di Gianni Agnelli

Il Palio si è corso tutti gli anni nello specchio di mare antistante il porto vecchio di Porto Santo Stefano denominato Stadio del Turchese. Nel 1998, come evento sportivo, è stato iscritto tra le manifestazioni che si svolgono sotto l'egida della FICSF: Federazione Italiana Canottaggio Sedile Fisso. Tra i riti caratteristici e storici dell'evento, oltre ai controlli strutturali e antidoping imposti dalla federazione, figurano la messa a secco dei battelli il 13 agosto, con rifacimento dell'opera viva, intingendo il pennello di vernice da un recipiente comune e l'assalto dei contradaioli all'arrivo con conseguente affondamento dell'imbarcazione vincente. Altra caratteristica di questo Palio è che i membri dell’equipaggio devono essere nati o residenti dalla nascita a Porto Santo Stefano. Dal 3 agosto 1981, in onore del patrono S. Stefano Protomartire, su un percorso di 2800m. si disputa il Palietto, riservato ai ragazzi under 23
Dal 2013 l'Ente Palio Marinaro, ha istituito il  Guzzo d'oro, un riconoscimento che ogni anno sarà dedicato ad un personaggio che ha esaltato e valorizzato con la sua presenza e/o con la sua appartenenza, le qualità culturali, paesaggistiche, artigianali, enogastronomiche, professionali, del territorio. Nella prima edizione, dedicata alla memoria del giornalista Brando Giordani, è stata premiata Raffaella Carrà. Il Palio è inserito nella lista delle manifestazioni di ricostruzione e rievocazione storica della Regione Toscana.
A causa della pandemia di COVID-19 in Italia, l'edizione del Palio Marinaro e tutte le manifestazioni collegate sono state sospese nel 2020 e 2021: non accadeva dall'annullamento dei Palii dal 1940 al 1944 a causa della seconda guerra mondiale.
La Coppa d'Oro
La Coppa d'Oro, è il trofeo più ambito della manifestazione. Venne messa in palio per la prima volta dal Commendatore Silvio Gasperrini nel 1956, da assegnare a titolo definitivo al Rione che si aggiudica il Palio per tre anni consecutivi. Nella sua storia, è stata vinta per due volte dal Rione Valle (1966-67-68 / 1989-90-91), tre volte dal Rione Fortezza (2002-03-04 / 2006-07-08 / 2012-13-14) e una volta dal Rione Croce (1984-85-86).

## I rioni

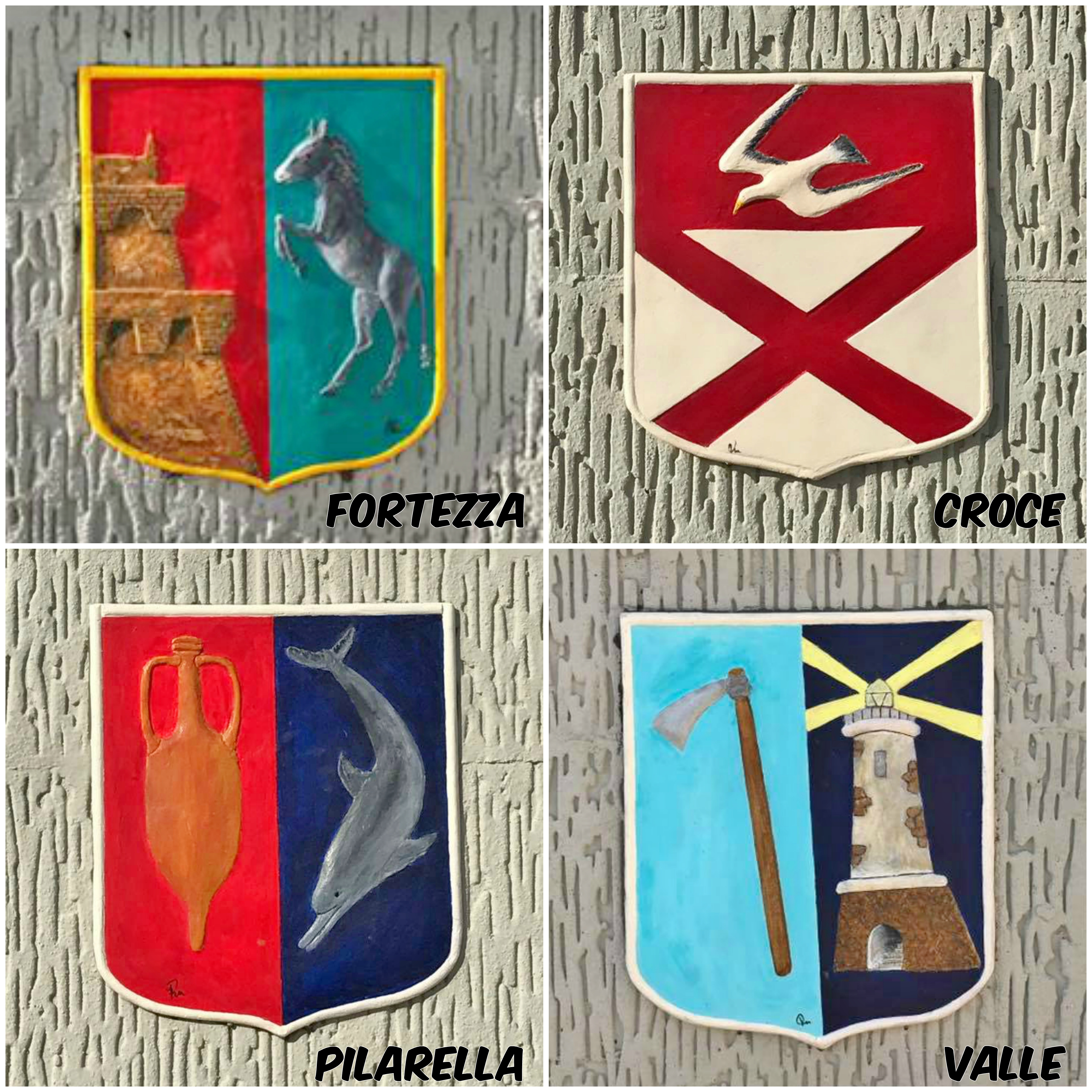
Stemmi dei rioni di Porto Santo Stefano

Porto Santo Stefano si suddivide in quattro rioni storici, tutti con un gonfalone proprio:
Croce 
colori sociali bianco e rosso, gentilizio crociaioli; ha nello stemma, in alto un gabbiano grigio in campo rosso, in basso una croce di Sant'Andrea rossa in campo bianco. Il rione Croce comprende la maggior parte del nucleo storico originario della cittadina che si sviluppa attorno alla chiesa principale. Il nome si deve ad una croce di legno, non più esistente, eretta sulla scogliera ai piedi della quale il
passionista San Paolo della Croce insegnava il catechismo. 
Fortezza 
colori sociali verde giallo e rosso, gentilizio fortezzaioli; ha nello stemma, a sinistra la Fortezza Spagnola dorata in campo rosso, a destra un somarello rampante dorato in campo amaranto. Il Rione Fortezza, unico a non essere a diretto contatto con il mare, comprende quella parte alta di Porto Santo Stefano che circonda l'antica Fortezza Spagnola.
Pilarella 
colori sociali rosso bianco e blu, gentilizio pilarellai; ha nello stemma, a sinistra un'anfora dorata in campo rosso, a destra un delfino grigio chiaro in campo blu notte. Il rione Pilarella si estende dal porto vecchio fino alla strada panoramica. Comprende il piazzale dei rioni e il palazzo comunale le zone a maggior richiamo turistico. Prende il nome da una sorgente d’acqua e dalle pile utilizzate per lavare gli indumenti.
Valle 
colori sociali bianco e azzurro, gentilizio  vallaioli; i colori del Valle sono l'azzurro chiaro e il bianco, e nel suo stemma araldico figurano l'ascia e il faro. Il rione Valle si estende dal porto principale di Porto Santo Stefano fino all'entroterra del Campone, costituendo la zona industriale e commerciale più importante del capoluogo.

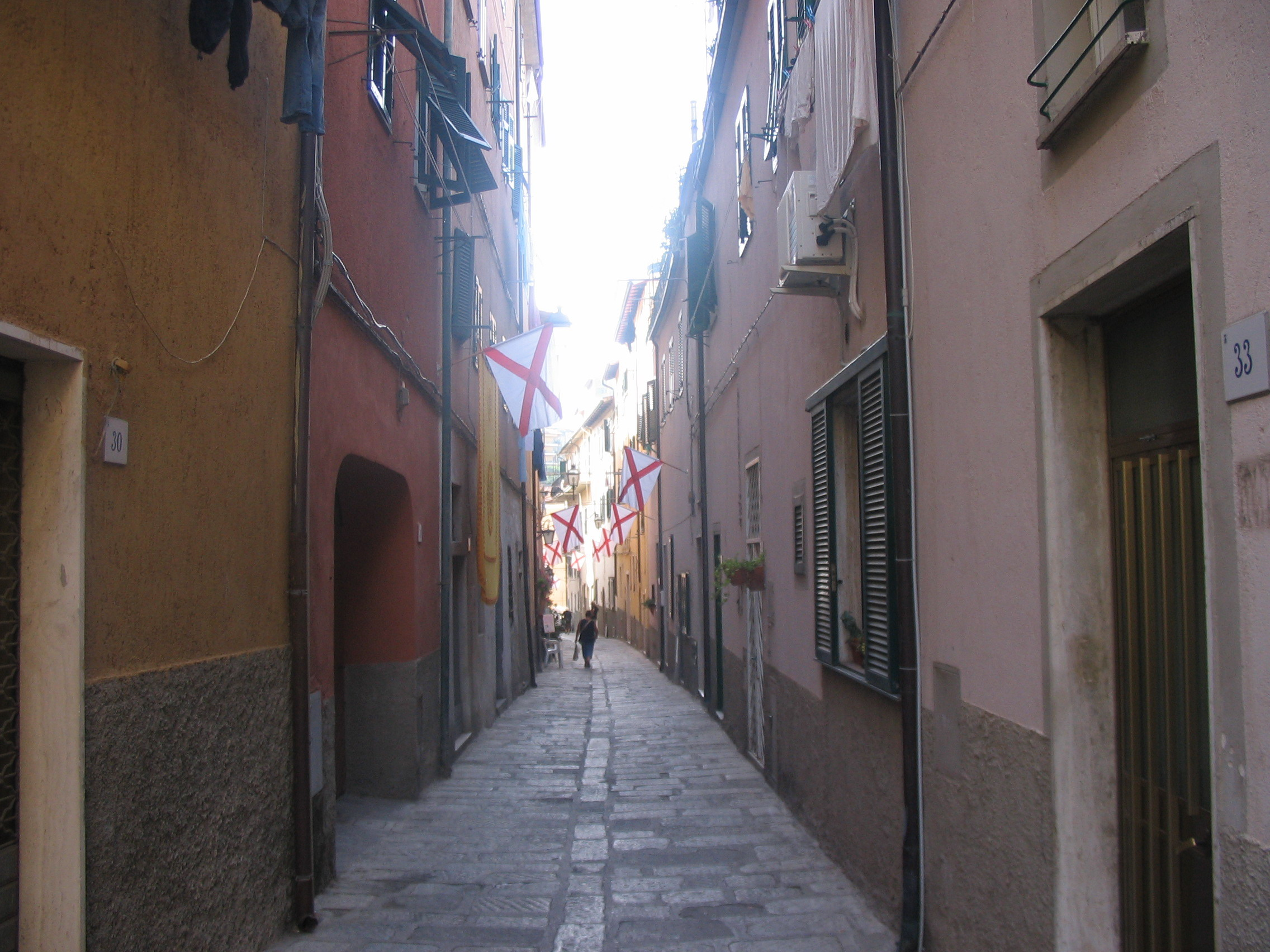
Stradina del rione Croce imbandierata
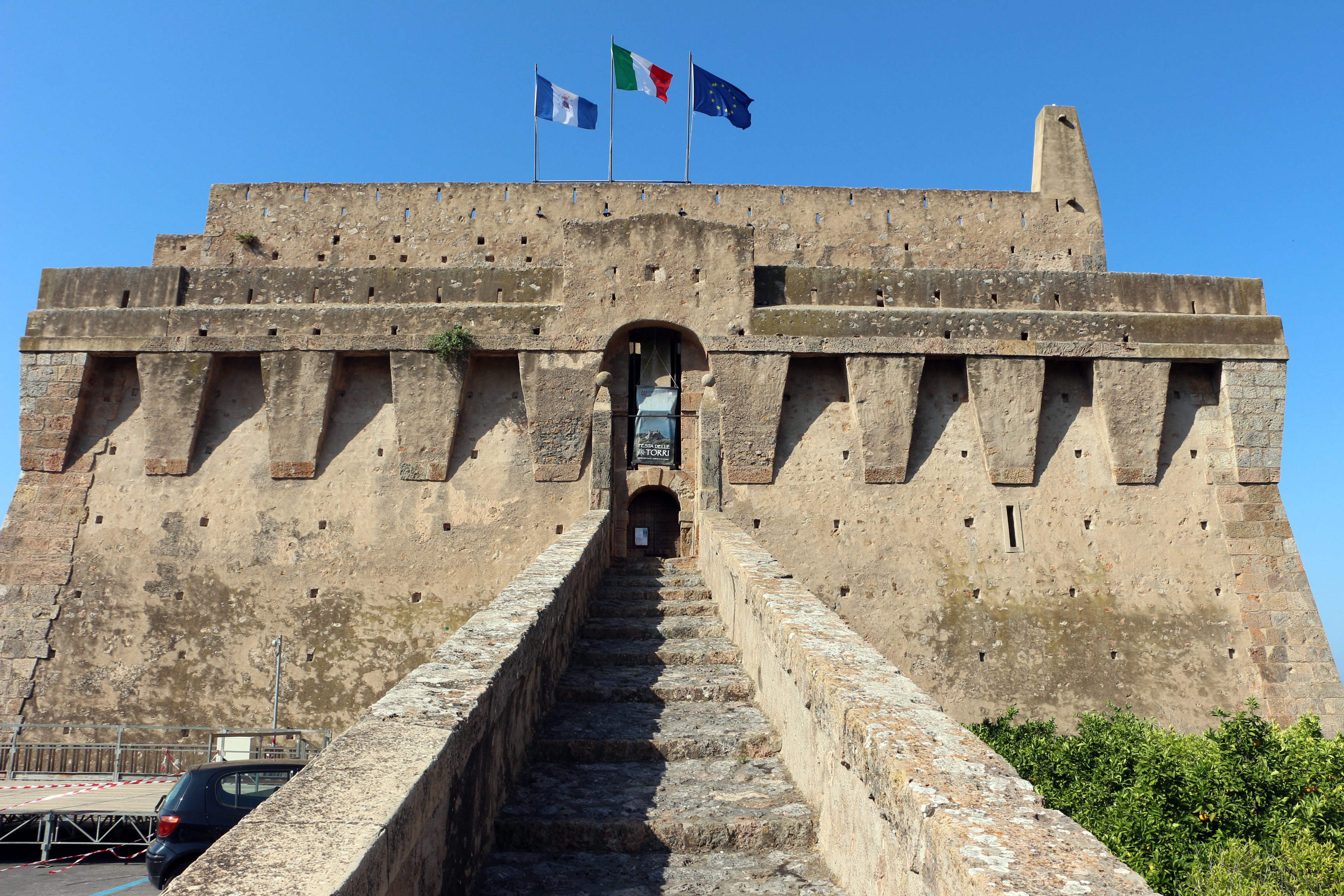
La Fortezza Spagnola, simbolo del rione Fortezza
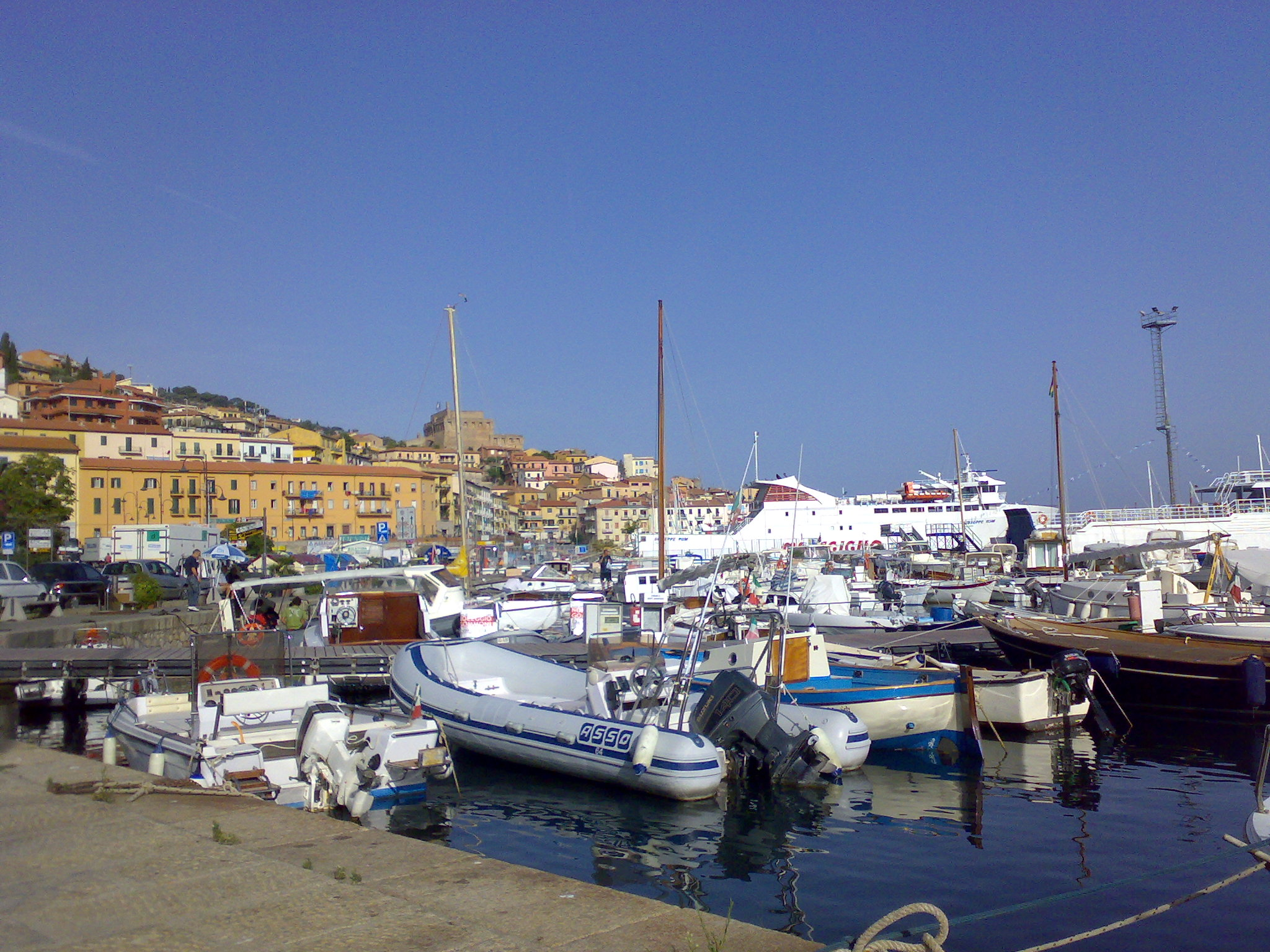
Il Porto, simbolo del rione Valle
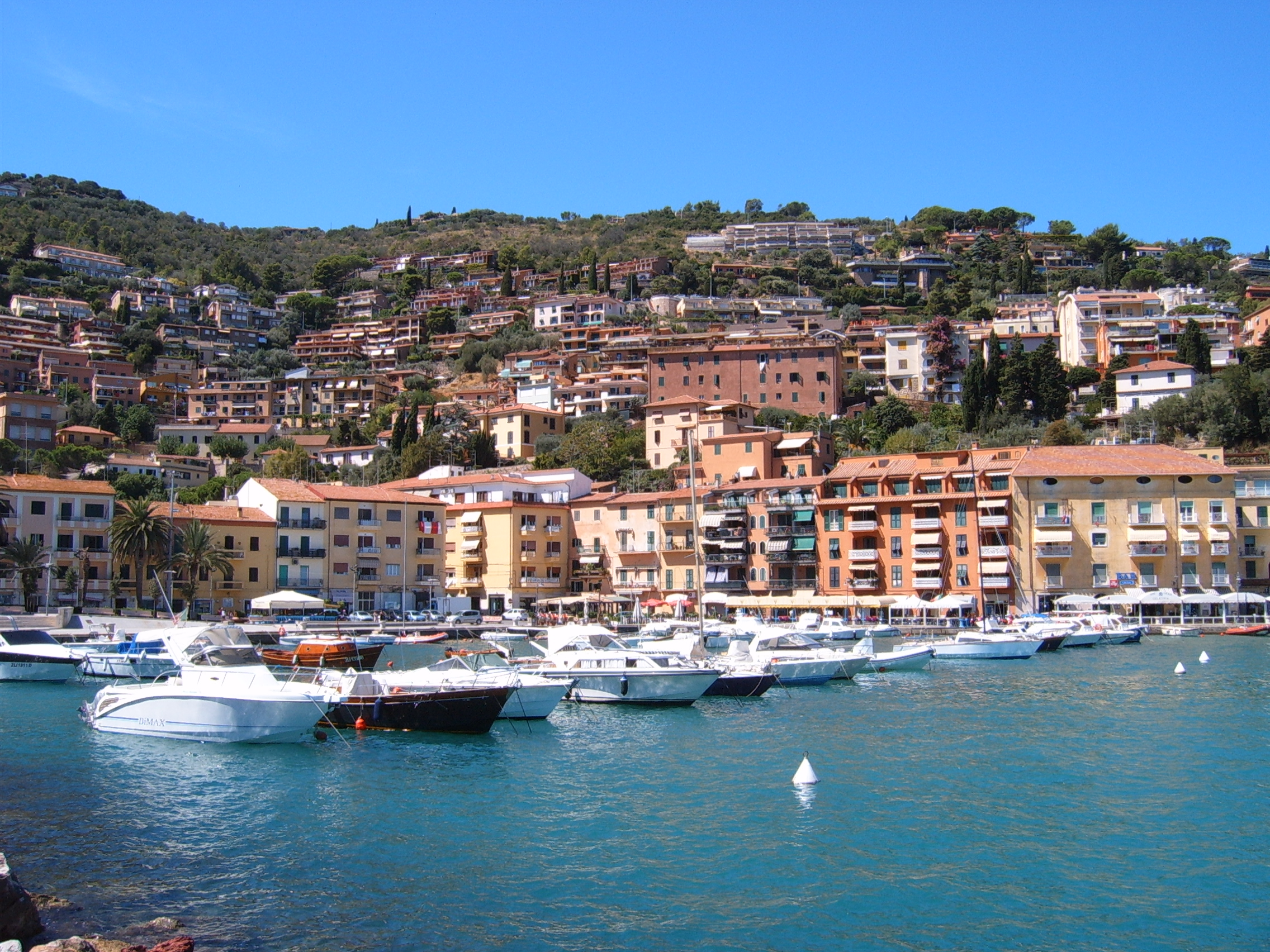
Il rione Pilarella
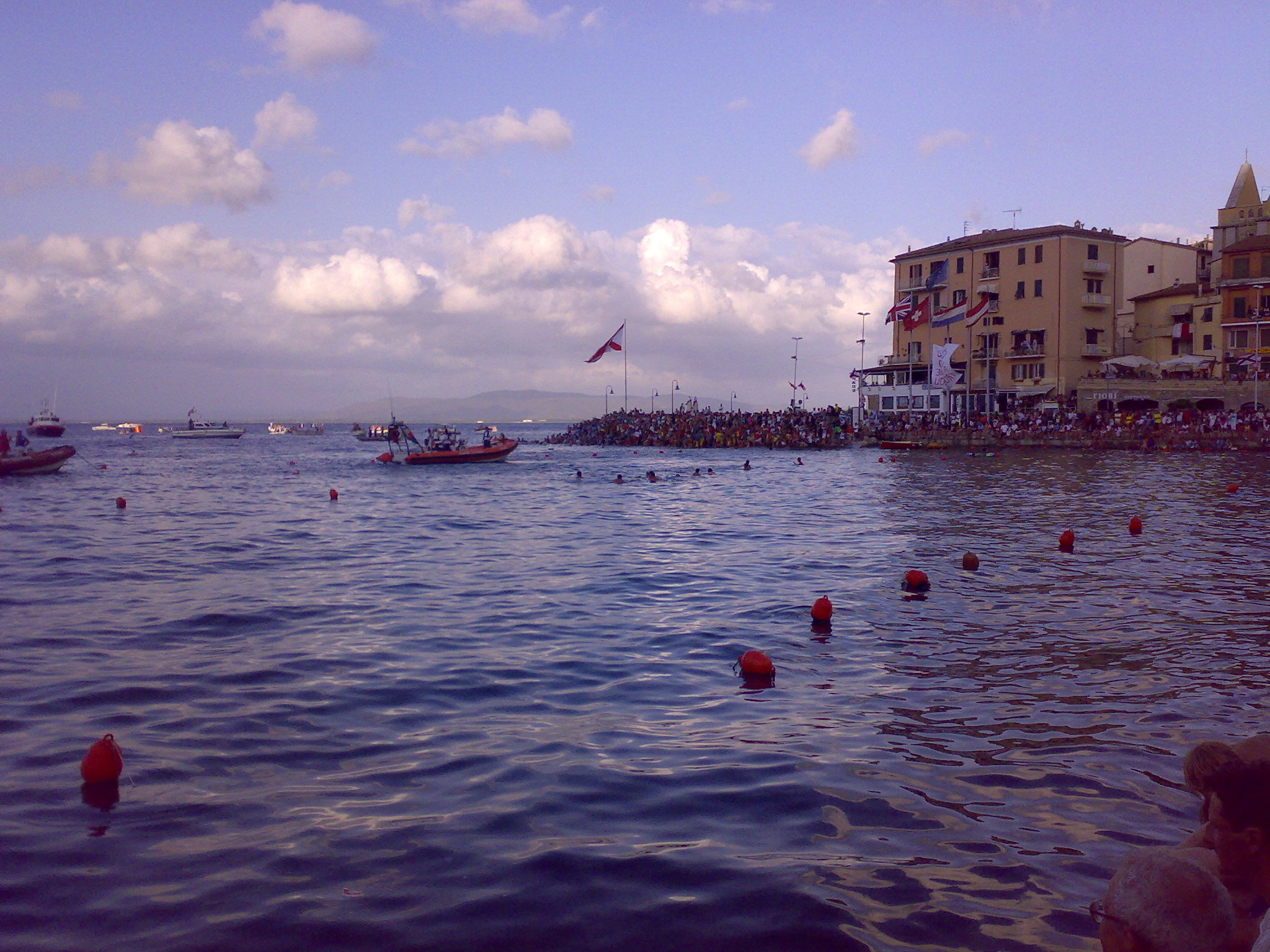
Stadio del turchese

## Albo d'oro
| Numero di vittorie | Rione     | Anni (In evidenza le Coppe d'Oro assegnate dal 1956) |
| ------------------ | --------- | --- |
| 26                 | Pilarella | 1937, 1945, 1946, 1947, 1952, 1954, 1955, 1956, 1957, 1959, 1960, 1963, 1964, 1970, 1974, 1976, 1980, 1981, 1992, 1995, 1997, 1998, 2010, 2017, 2019, 2022 |
| 20                 | Croce     | 1939, 1948, 1949, 1950, 1953, 1969, 1971, 1972, 1975, 1979, 1984, 1985, 1986, 1993, 1994, 1996, 1999, 2000, 2011, 2018                                     |
| 18                 | Fortezza  | 1951, 1965, 1973, 1978, 1987, 1988, 2002, 2003, 2004, 2006, 2007, 2008, 2012, 2013, 2014, 2015, 2016, 2024                                                 |
| 18                 | Valle     | 1938, 1958, 1961, 1962, 1966, 1967, 1968, 1977, 1982, 1983, 1989, 1990, 1991, 2001, 2005, 2009, 2023, 2025                                                 |